# مراقب باش چه چیزی آرزو میکنی
مراقب باش چه چیزی آرزو می‌کنی (به انگلیسی: Careful What You Wish For) یک فیلم دلهره‌آور وابسته به عشق شهوانی آمریکایی محصول سال ۲۰۱۵ به کارگردانی الیزابت آلن روزینبام با بازی نیک جوناس، ایزابل لوکاس، گراهام راجرز و درموت مالرونی است. این فیلم در ۱۰ ژوئن ۲۰۱۶ توسط استارز دیجیتال منتشر شد. داستان به شدت از فیلم گرمای بدن محصول ۱۹۸۱ الهام گرفته شده‌است.

## داستان
در مورد پسری است که بیش از حد غرق در رابطه با همسر یک بانکدار سرمایه‌گذار شده‌است. تا اینکه پس از وقوع یک مرگ مشکوک، دست وی رو شده و رسوا می‌شود…

## فیلمبرداری
تصویربرداری اصلی این فیلم در ۲۲ آوریل ۲۰۱۳ در کارولینای شمالی آغاز شد. و در مه ۲۰۱۳ به پایان رسید.

## پاسخ انتقادی
در جمع‌آوری نقد راتن تومیتوز، این فیلم بر اساس ۲۴ نقد، ۱۷ درصد محبوبیت دارد.